# Janov nad Nisou
Janov nad Nisou è un comune della Repubblica Ceca facente parte del distretto di Jablonec nad Nisou, nella regione di Liberec.